# Provérbios Neerlandeses
Provérbios Neerlandeses (Neerlandês: Nederlandse Spreekwoorden, também chamado de Provérbios Flamengos, O Manto Azul ou The Topsy Turvy World) é uma pintura de óleo sobre madeira feita em 1559 pelo artista flamengo Pieter Bruegel, o Velho. Mostra uma cena em que os seres humanos e, em menor medida, animais e objetos, oferecem ilustrações literais de provérbios da língua holandesa e expressões idiomáticas.
Tradicionalmente, as pinturas de Bruegel mostram o absurdo, a maldade e a loucura dos seres humanos, e esta não é exceção. O título original do quadro, O Manto Azul ou A Loucura do Mundo, indicam que a intenção de Bruegel não foi apenas ilustrar os provérbios, mas sim catalogar a loucura humana. Muitas das pessoas retratadas mostram características claras que Bruegel usava para retratar tolos.
Seu filho, Pieter Brueghel, o Jovem, se especializou em fazer cópias de trabalhos do seu pai e pintou pelo menos 16 cópias do quadro. Nem todas as versões da pintura, por pai ou filho, mostram exatamente os mesmos provérbios e também diferem em outros pequenos detalhes.

## História

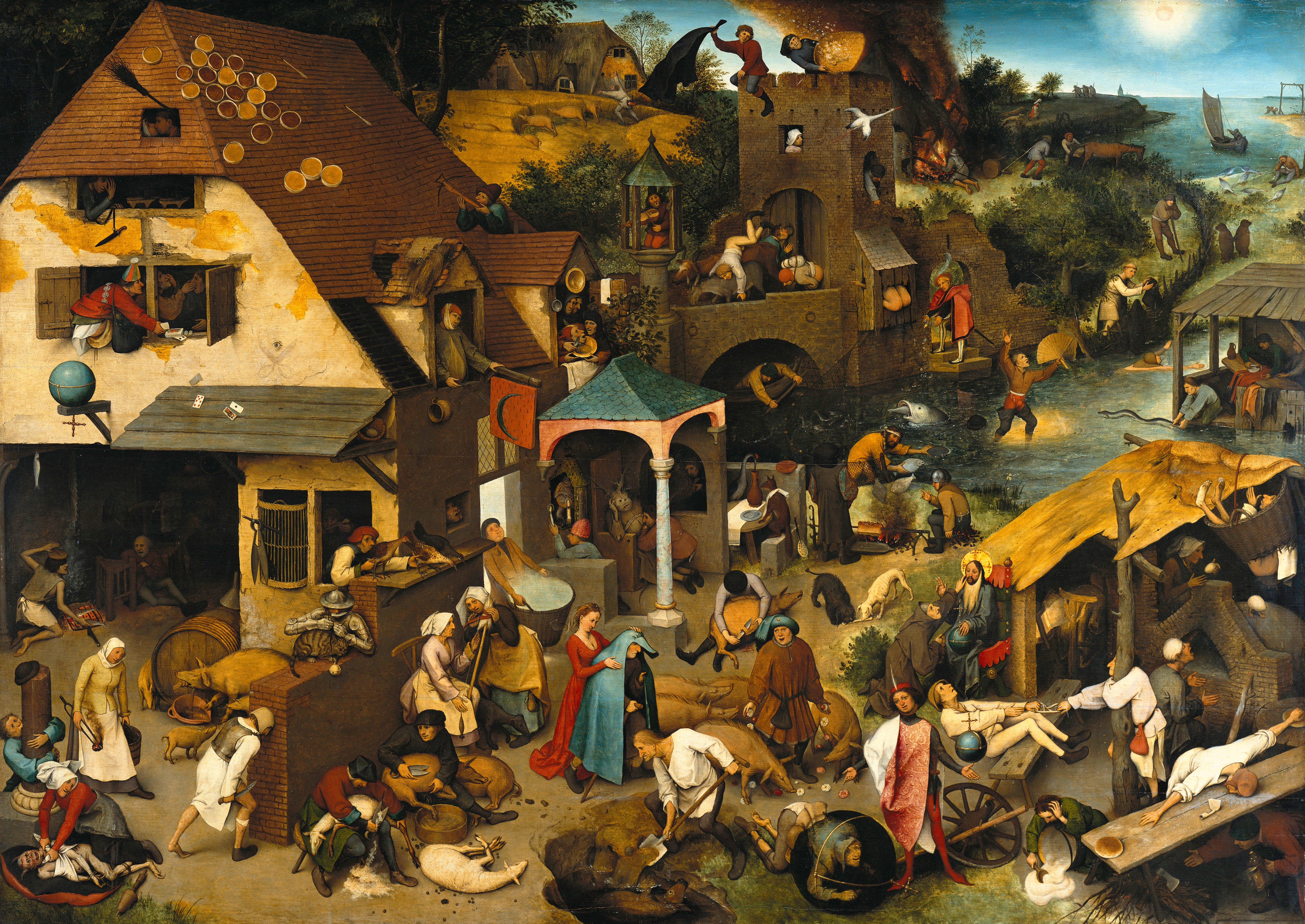
Provérbios Neerlandeses

### Contexto
Provérbios eram muito populares na época de Bruegel e antes; cem anos antes da pintura de Bruegel, ilustrações de provérbios ficaram populares nos livros flamengos. Foram publicadas uma série de coleções, incluindo Adagia, obra do humanista holandês Desiderius Erasmus. O escritor francês François Rabelais empregou uma quantidade significativa em seu romance Gargantua e Pantagruel, concluído em 1564.
O artista flamengo Frans Hogenberg fez uma gravura que ilustra 43 provérbios por volta do ano 1558, mais ou menos ao mesmo tempo que a pintura de Bruegel. O trabalho é muito similar na composição de Bruegel, e inclui certos provérbios (como O Manto Azul) que também tem um lugar de destaque. Ao retratar extradições literais de provérbios em um ambiente camponês, ambos os artistas mostraram um "mundo que virou de cabeça para baixo".
O próprio Bruegel pintou vários quadros menores sobre o assunto de provérbios, incluindo Big Fish Eat Little Fish (1556) e Doze Provérbios (1558), mas Provérbios Neerlandeses  é considerada a sua primeira pintura em grande escala sobre o tema.

## Provérbios e idiomas
Os críticos elogiaram a composição por seu retrato consistente e cena integrada. Há aproximadamente 112 provérbios identificáveis e expressões idiomáticas na cena, embora Bruegel possa ter incluído outros que não tenham sido identificados. Alguns dos representados na pintura ainda estão em uso popular, como por exemplo "Nadar contra a corrente" e "Armado até os dentes", e há alguns que são familiares ou similares, como "Jogar rosas aos porcos" (Jogar pérolas aos porcos). Muitos outros caíram em desuso ou nunca foram utilizados em Português, como por exemplo o provérbio "Ter o telhado cheio de tortas", que significa ter uma abundância de tudo,  uma imagem que Bruegel mais tarde usaria novamente em sua pintura Land of Cockaigne (1567).
O Manto Azul, título original da peça, apresenta-se no centro do quadro, em um homem, colocado por sua esposa, indicando que ela o está traindo. Outros provérbios indicam insensatez humana. Logo acima da figura central do homem com o manto azulado, outro homem carrega a luz do dia em uma cesta, significando "Perder tempo" em algo inútil. Algumas das figuras parecem representar mais do que uma figura de linguagem (se esta era a intenção de Bruegel ou não, isto é desconhecido), tal como o homem tosquiando uma ovelha na parte inferior esquerda do centro da imagem. Ele está sentado ao lado de um homem tosquiando um porco, representando assim a expressão "Um tosquia a ovelha, o outro tosquia o porco", o que significa que umas pessoas têm vantagens sobre outras, mas o homem com a ovelha isoladamente também pode representar o conselho "Tosquie, mas não tire a pele", ou seja, não abuse demais das suas vantagens.

### Lista de provérbios e idiomas encontrados no quadro
| Provérbio/idioma                                                                                              | Significado                                                                                                 | Área               | Imagem    |
| --- | --- | ------------------ | --------- |
| Ser capaz de amarrar até o diabo a um travesseiro (fr)(nl)                                                    | Obstinação supera tudo                                                                                      | Inferior esquerdo  |           |
| Ser um mordedor de colunas/pilares (fr)(nl)                                                                   | Ser um religioso hipócrita                                                                                  | Inferior esquerdo  |           |
| Nunca acredite em alguém que carrega o fogo em uma mão e água na outra (fr)(nl)                               | Ser duas caras e provocar problemas                                                                         | Inferior esquerdo  |           |
| Bater a cabeça contra uma parede de tijolos(fr)(nl)                                                           | Tentar alcançar o impossível                                                                                | Inferior esquerdo  |           |
| Um pé calçado , o outro, descalço(fr)(nl)                                                                     | Equilíbrio é fundamental                                                                                    | Inferior esquerdo  |           |
| A porca puxa o tampão (fr)(nl)                                                                                | A negligência será recompensada com o desastre                                                              | Inferior esquerdo  |           |
| Colocar um sino (guizo) no gato(fr)(nl)                                                                       | Realizar um plano perigoso ou impraticável                                                                  | Inferior esquerdo  |           |
| Estar armado até os dentes (fr)(nl)                                                                           | Estar fortemente armado                                                                                     | Inferior esquerdo  |           |
| Colocar a sua armadura (fr)(nl)                                                                               | Ficar com raiva                                                                                             | Inferior esquerdo  |           |
| Um tosquia a ovelha, o outro tosquia o porco (fr)(nl)                                                         | Um tem todas as vantagens, o outro não tem nenhuma                                                          | Inferior esquerdo  |           |
| Tosquie, mas não tire a pele (fr)(nl)                                                                         | Não abuse demais das suas vantagens                                                                         | Inferior esquerdo  |           |
| O arenque não frita aqui(fr)(nl)                                                                              | Não está indo conforme o planejado                                                                          | Inferior esquerdo  |           |
| Fritar todo o arenque por causa das ovas (nl)                                                                 | Fazer muito para conseguir pouco                                                                            | Inferior esquerdo  |           |
| Colocar a tampa sobre a cabeça (nl)                                                                           | Acabar assumindo a responsabilidade                                                                         | Inferior esquerdo  |           |
| O arenque se suspende com suas próprias guelras (fr)(nl)                                                      | Você deve aceitar a responsabilidade por suas próprias ações                                                | Inferior esquerdo  |           |
| Há mais nele do que um arenque vazio (nl)                                                                     | Há mais nele do que aquilo que o olho pode ver                                                              | Inferior esquerdo  |           |
| O que a fumaça pode fazer ao ferro? (fr)(nl)                                                                  | Não há nenhum sentido em tentar mudar o imutável                                                            | Inferior esquerdo  |           |
| Encontrar o cachorro dentro do pote (fr)(nl)                                                                  | Chegar muito tarde para jantar e descobrir que toda a comida já acabou                                      | Inferior esquerdo  |           |
| Sentar-se entre duas cadeiras, nas cinzas (fr)(nl)                                                            | Ser indeciso                                                                                                | Inferior esquerdo  |           |
| Ser um apalpador de galinhas (fr)(nl)                                                                         | Depender de um resultado incerto (Contar os ovos de uma galinha antes que ela bote)                         | Centro, à esquerda |           |
| A tesoura se pendura aqui (fr)(nl)                                                                            | Eles são susceptíveis de enganá-lo aqui                                                                     | Superior esquerdo  |           |
| Roer sempre em um único osso(fr)(nl)                                                                          | Falar continuamente sobre o mesmo assunto                                                                   | Superior esquerdo  |           |
| Isso depende de como as cartas vão cair (fr)(nl)                                                              | Cabe ao acaso                                                                                               | Superior esquerdo  |           |
| O mundo está de cabeça para baixo (fr)(nl)                                                                    | Tudo está o oposto do que deveria ser                                                                       | Superior esquerdo  |           |
| Deixar pelo menos um ovo no ninho (fr)(nl)                                                                    | Sempre ter algo em reserva                                                                                  | Superior esquerdo  |           |
| Defecar no mundo (fr)(nl)                                                                                     | Desprezar tudo                                                                                              | Superior esquerdo  |           |
| Conduzir o outro pelo nariz (fr)(nl)                                                                          | Enganar um ao outro                                                                                         | Superior esquerdo  |           |
| O dado foi lançado (fr)(nl)                                                                                   | A decisão foi tomada                                                                                        | Superior esquerdo  |           |
| Os tolos conseguem as melhores cartas (fr)(nl)                                                                | A sorte pode superar a inteligência                                                                         | Superior esquerdo  |           |
| Olhar pelos dedos (fr)(nl)                                                                                    | Fechar um dos olhos/olhar discretamente                                                                     | Superior esquerdo  |           |
| Lá pendura-se a faca (fr)(nl)                                                                                 | Propor um desafio                                                                                           | Superior esquerdo  |           |
| Lá estão os sapatos de madeira (fr)(nl)                                                                       | Esperar em vão                                                                                              | Superior esquerdo  |           |
| Pendurar/colocar pra fora a vassoura (fr)(nl)                                                                 | Se divertir enquanto o dono está fora                                                                       | Superior esquerdo  |           |
| Se casar sob a vassoura (fr)(nl)                                                                              | Viver juntos sem se casar                                                                                   | Superior esquerdo  |           |
| Ter o telhado cheio de tortas (fr)(nl)                                                                        | Ser muito rico                                                                                              | Superior esquerdo  |           |
| Ter um buraco no telhado (fr)(nl)                                                                             | Ser pouco inteligente                                                                                       | Superior esquerdo  |           |
| Um telhado velho precisa de muitos remendos (fr)(nl)                                                          | Coisas velhas precisam de mais manutenção                                                                   | Superior esquerdo  |           |
| O telhado tem aberturas/ripas(fr)(nl)                                                                         | Pode haver bisbilhoteiros (As paredes têm ouvidos)                                                          | Centro, à esquerda |           |
| Ter dor de dente atrás das orelhas(fr)(nl)                                                                    | Fingir estar doente                                                                                         | Centro, à esquerda |           |
| Urinar para a Lua(fr)(nl)                                                                                     | Desperdiçar seu tempo em um esforço inútil                                                                  | Centro, à esquerda |           |
| Aqui paira o pote(fr)(nl)                                                                                     | É o oposto do que deveria ser                                                                               | Centro, à esquerda |           |
| Atirar uma segunda flecha para achar a primeira(fr)(nl)                                                       | Repetir uma ação tola                                                                                       | Superior esquerdo  |           |
| Aparar/raspar um tolo sem usar espuma(fr)(nl)                                                                 | Enganar alguém                                                                                              | Centro             |           |
| Dois tolos sob um único capuz(fr)(nl)                                                                         | A estupidez adora companhia                                                                                 | Centro             |           |
| Isto cresce para fora da janela(fr)(nl)                                                                       | Algo que não pode ser ocultado                                                                              | Centro             |           |
| Tocar enquanto se está preso/no peloirinho(fr)(nl)                                                            | Atrair a atenção para seus atos vergonhosos                                                                 | Superior esquerdo  |           |
| Quando o portão está aberto, os porcos vão correr para o milho (fr)(nl)                                       | O desastre decorre do descuido                                                                              | Centro, acima      |           |
| Quando o milho diminui, os suínos aumentam                                                                    | Se uma pessoa ganha, então um outro deve perder                                                             | Centro, acima      |           |
| Correr como se estivesse com o traseiro em chamas(fr)(nl)                                                     | Estar em grande aflição                                                                                     | Centro, acima      |           |
| Aquele que come fogo, solta/defeca faíscas                                                                    | Não se surpreenda com o resultado se você tentar um empreendimento perigoso                                 | Centro, acima      |           |
| Segurar o manto de alguém de acordo com o vento(fr)(nl)                                                       | Adaptar o ponto de vista de alguém à opinião atual                                                          | Centro, acima      |           |
| Atirar penas ao vento (fr)(nl)                                                                                | Trabalhar inutilmente                                                                                       | Centro, acima      |           |
| Contemplar a cegonha(fr)(nl)                                                                                  | Perder tempo                                                                                                | Centro, acima      |           |
| Tentar matar duas moscas com um único golpe(fr)(nl)                                                           | Tentar ser eficiente (equivalente a "Matar dois pássaros com uma pedra")                                    | Centro, acima      |           |
| Cair de um boi e dar de cara na traseira de um jumento(fr)(nl)                                                | Estar em tempos difíceis                                                                                    | Centro, acima      |           |
| Beijar o anel da porta (fr)(nl)                                                                               | Ser amável ou obsequioso demais                                                                             | Centro, acima      |           |
| Limpar o traseiro na porta (fr)(nl)                                                                           | Tratar algo despreocupadamente                                                                              | Centro, acima      |           |
| Andar por aí carregando um fardo (nl)                                                                         | Imaginar que as coisas são piores do que realmente são                                                      | Centro, acima      |           |
| Um mendigo se compadece do outro que está na frente da porta(nl)                                              | Ter medo de concorrência                                                                                    | Centro, acima      |           |
| Pescar atrás da rede (fr)(nl)                                                                                 | Perder uma oportunidade                                                                                     | Centro             |           |
| Tubarões comem peixes menores (fr)(nl)                                                                        | Qualquer coisa que as pessoas dizem vai ser colocado em perspectiva de acordo com seu grau de importância   | Centro             |           |
| Ser incapaz de ver o Sol brilhar sobre a água(fr)(nl)                                                         | Ter inveja do sucesso de outra pessoa                                                                       | Centro             |           |
| Ele paira como uma latrina sobre uma vala (fr)(nl)                                                            | É óbvio | Centro             |           |
| Qualquer um pode ver através de uma tábua de carvalho, se houver um buraco nela (fr)(nl)                      | Não há nenhuma razão em afirmar o óbvio                                                                     | Centro             |           |
| Eles defecam/fazem porcaria pelo mesmo buraco(fr)(nl)                                                         | Eles são companheiros inseparáveis                                                                          | Centro             |           |
| Jogar o seu dinheiro na água(fr)(nl)                                                                          | Desperdiçar dinheiro                                                                                        | Centro             |           |
| Uma parede com rachaduras em breve entrará em colapso(fr)(nl)                                                 | Qualquer coisa mal gerida estará prestes a falhar                                                           | Centro, à direita  |           |
| Não importa de quem seja a casa que está pegando fogo, se é possível aquecer-se no fogo, assim farei (fr)(nl) | Aproveitar todas as oportunidades, independentemente das consequências para os outros                       | Centro, à direita  |           |
| Arrastar o bloco(fr)(nl)                                                                                      | Ser enganado por um amante ou trabalhar em uma tarefa inútil                                                | Superior direito   |           |
| O medo faz a velha mulher trotar(fr)(nl)                                                                      | Um acontecimento inesperado pode revelar qualidades desconhecidas                                           | Superior direito   |           |
| Excrementos de cavalo não são figos (fr)(nl)                                                                  | Não se deixe enganar pelas aparências                                                                       | Superior direito   |           |
| Se um cego guiar outro cego, ambos cairão na vala(fr)(nl)                                                     | Não há nenhum ponto positivo em ser guiado por outros que são igualmente ignorantes                         | Superior direito   |           |
| A viagem não acaba enquanto ainda se pode ver/discernir a igreja e campanário (fr)(nl)                        | Não desista até que a tarefa seja totalmente concluída                                                      | Superior direito   |           |
| Tudo, mesmo finamente fiado, finalmente chega ao Sol(nl)                                                      | Nada pode ser escondido para sempre                                                                         | Superior direito   |           |
| Manter um olho na vela do barco(fr)(nl)                                                                       | Permanecer alerta, ser cauteloso                                                                            | Superior direito   |           |
| Defecar na forca(fr)(nl)                                                                                      | Ser implacável por qualquer penalidade                                                                      | Superior direito   |           |
| Aonde o cadáver estiver, é lá onde os corvos estarão voando(fr)(nl)                                           | Se existe algo a se ganhar, todo mundo corre na frente para conseguir                                       | Superior direito   |           |
| É fácil de navegar com o vento(fr)(nl)                                                                        | Se as condições são favoráveis, não é difícil de alcançar a sua meta                                        | Superior direito   |           |
| Alguém sabe por que os gansos andam descalços?(fr)(nl)                                                        | Há uma razão para tudo, embora possa não ser óbvio                                                          | Superior direito   |           |
| Se eu não estou destinado a ser o seu guarda-costas, eu vou deixar os gansos serem gansos                     | Não interfira em assuntos que não são sua preocupação                                                       | Superior direito   |           |
| Ver ursos dançando(fr)(nl)                                                                                    | Estar com fome                                                                                              | Direita            |           |
| Ursos selvagens preferem a companhia de outro urso selvagem(nl)                                               | Os iguais convivem melhor uns com os outros do que com pessoas de fora                                      | Direita            |           |
| Jogar o capuz de alguém pela cerca(fr)(nl)                                                                    | Descartar algo sem saber se será necessário mais tarde                                                      | Direita            |           |
| É difícil nadar contra a corrente(fr)(nl)                                                                     | É difícil se opor à opinião geral                                                                           | Direita            |           |
| O jarro leva a água até o dia que ele finalmente quebra(fr)(nl)                                               | Tudo tem suas limitações                                                                                    | Direita            | NP-95.jpg |
| As cintas mais largas são cortadas a partir do couro de uma outra pessoa(fr)(nl)                              | Um deles é mais rápido para o dinheiro do que outro                                                         | Direita            |           |
| Segurar uma enguia pela cauda(fr)(nl)                                                                         | Realizar uma tarefa difícil                                                                                 | Direita            |           |
| Cair através da cesta(fr)(nl)                                                                                 | Ter o seu engano descoberto                                                                                 | Direita            |           |
| Estar suspenso entre o céu e a terra(nl)                                                                      | Estar em uma situação embaraçosa                                                                            | Direita            |           |
| Manter o ovo da galinha e deixar o ovo do ganso ir embora(fr)(nl)                                             | Tomar uma decisão ruim                                                                                      | Direita            |           |
| Bocejar contra o forno(fr)(nl)                                                                                | Tentar algo maior do que se pode conseguir                                                                  | Inferior direito   |           |
| Mal ser capaz de alcançar de um pão a outro(fr)(nl)                                                           | Ter dificuldade em viver dentro do orçamento                                                                | Inferior direito   |           |
| Uma enxada sem um cabo(fr)(nl)                                                                                | Provavelmente algo sem utilidade                                                                            | Inferior direito   |           |
| Procurar pelo machado(fr)(nl)                                                                                 | Tentar encontrar uma desculpa                                                                               | Inferior direito   |           |
| Aqui ele está, com sua lanterna(nl)                                                                           | Finalmente ter a oportunidade de mostrar um talento                                                         | Inferior direito   |           |
| A machadinha com o cabo(fr)(nl)                                                                               | Provavelmente significa "a coisa toda"                                                                      | Inferior direito   |           |
| Aquele que derramou o seu mingau não poderá raspar tudo de novo(fr)(nl)                                       | Uma vez que algo é feito não pode ser desfeito ("Não chore sobre o leite derramado")                        | Inferior direito   |           |
| Colocar uma barra na roda de alguém(fr)(nl)                                                                   | Colocar um obstáculo, para destruir os planos de alguém                                                     | Inferior direito   |           |
| O amor está no lado aonde o saco do dinheiro está pendurado(fr)(nl)                                           | O amor pode ser comprado                                                                                    | Inferior direito   |           |
| Puxar para chegar a um final mais longo(fr)(nl)                                                               | Tentar obter a vantagem                                                                                     | Inferior direito   |           |
| Ficar na luz própria de alguém(nl)                                                                            | Comportar contrariamente à felicidade ou vantagem de alguém                                                 | Inferior direito   |           |
| Quem nunca esteve dentro do forno não procura por outros lá dentro(nl)                                        | Imaginar a maldade nos outros é um sinal de maldade em si mesmo                                             | Inferior direito   |           |
| Ter o mundo girando em um polegar(fr)(nl)                                                                     | Ter todas as vantagens (Ter o mundo na palma da sua mão")                                                   | Inferior direito   |           |
| Amarrar uma barba feita de linho no rosto de Cristo(fr)(nl)                                                   | Ocultar uma fraude sobre a piedade cristã                                                                   | Inferior direito   |           |
| Ter que curvar-se para chegar no mundo(fr)(nl)                                                                | Para ter sucesso é preciso estar disposto a fazer sacrifícios                                               | Inferior direito   |           |
| Jogar rosas aos porcos(nl)                                                                                    | Desperdiçar esforços por alguém indigno                                                                     | Inferior direito   |           |
| Encher o poço depois que o bezerro já se afogou(fr)(nl)                                                       | Agir somente depois de um desastre (Compare "Fechar a porta do celeiro depois que o cavalo já foi roubado") | Centro, abaixo     |           |
| Ser tão gentil como um cordeiro(fr)(nl)                                                                       | Alguém que é excepcionalmente calmo ou gentil                                                               | Centro, abaixo     |           |
| Ela coloca o manto azul no marido dela(fr)(nl)                                                                | Ela engana ele                                                                                              | Centro, abaixo     |           |
| Cuidado para não deixar o cão preto vir no meio(fr)(nl)                                                       | Cuide para as coisas não darem errado                                                                       | Centro, abaixo     |           |
| Uma venta na roca o que a outra gira(fr)(nl)                                                                  | Propagarão fofocas                                                                                          | Centro, abaixo     |           |
| Transportar o Dia em uma cesta(fr)(nl)                                                                        | Perder tempo                                                                                                | Centro             |           |
| Segurar uma vela para o Diabo(fr)(nl)                                                                         | Bajular e fazer amigos indiscriminadamente                                                                  | Centro             |           |
| Se confessar para o Diabo(fr)(nl)                                                                             | Revelar segredos para o inimigo                                                                             | Centro             |           |
| O porco é esfaqueado na barriga(fr)(nl)                                                                       | Uma conclusão precipitada ou o que é feito não pode ser desfeito                                            | Centro             |           |
| Dois cães com apenas um osso raramente concordam entre si(fr)(nl)                                             | Discutir sobre um único ponto                                                                               | Centro             |           |
| Quando dois cães brigam para ver quem fica com o osso, um terceiro cão o rouba(fr)(nl)                        | Auto-explicativo                                                                                            | Centro             |           |
| Ser uma escumadeira(fr)(nl)                                                                                   | Ser um parasita, viver à custa dos outros                                                                   | Centro             |           |
| O que é bom em um belo prato se não há nada nele?(fr)(nl)                                                     | A beleza não compensa o que é substancial                                                                   | Centro             |           |
| A raposa e a cegonha jantam juntas(fr)(nl)                                                                    | Dois enganadores sempre mantêm a sua própria vantagem em mente                                              | Centro             |           |
| Soprar no ouvido(fr)(nl)                                                                                      | Espalhar fofocas                                                                                            | Centro             |           |
| Escrever com giz uma dívida(fr)(nl)                                                                           | Dever um favor a alguém                                                                                     | Centro             |           |
| A carne no espeto deve ser alinhavada/preparada(fr)(nl)                                                       | Certas coisas precisam de atenção constante                                                                 | Centro             |           |
| Não tem como girar o espeto com ele por perto(fr)(nl)                                                         | Ele não colabora                                                                                            | Centro             |           |
| Sentar em brasas quentes(fr)(nl)                                                                              | Ser impaciente                                                                                              | Centro             |           |
| Pegar peixes sem usar rede(fr)(nl)                                                                            | Lucrar com o trabalho dos outros                                                                            | Centro             |           |